# Guilherme de Baden
Guilherme de Baden (8 de abril de 1792 – 11 de outubro de 1859) foi um descendente de um casamento morganático que foi promovido a príncipe quando o seu irmão mais velho se tornou o único herdeiro do trono de Baden.
Foi comandante da brigada de Baden na Grande Armée de Napoleão Bonaparte, que foi enviada em 1812 na Campanha da Rússia.

## Família
Guilherme era o segundo filho do segundo casamento do grão-duque Carlos Frederico de Baden com a baronesa Luísa Carolina de Hochberg. Era tio paterno da duquesa Alexandrina de Saxe-Coburgo-Gota e da grã-duquesa Olga Feodorovna da Rússia. Os seus avós paternos eram o príncipe-herdeiro Frederico de Baden-Durlach e a princesa Amália de Nassau-Dietz. Os seus avós paternos eram o tenente-coronel Luís Henrique Filipe Geyer de Geyersberg e a condessa Maximiliana Cristiana de Sponeck.

## Casamento e descendência
Guilherme casou-se com a princesa Isabel Alexandrina de Württemberg, filha do duque Luís de Württemberg, em 16 de outubro de 1830. O casal teve quatro filhas:
- Henriqueta de Baden (7 de maio de 1833 – 7 de agosto de 1834), morreu com dezasseis meses de idade.
- Sofia de Baden (7 de agosto de 1834 – 6 de abril de 1904), casada com o príncipe Valdemar de Lippe; sem descendência.
- Pauline Elisabeth von Baden (18 de dezembro de 1835 – 15 de maio de 1891), nunca se casou.
- Leopoldina de Baden (22 de fevereiro de 1837 – 23 de dezembro de 1903), casada com o príncipe Hermano Ernesto IV de Hohenlohe-Langenburg; com descendência.

Está sepultado na Capela Sepulcral em Karlsruhe.